# Polityka zewnętrzna Unii Europejskiej

## Historia
- Europejska Współpraca Polityczna

## Obszary współpracy
Stosunki zewnętrzne UE obejmują trzy obszary relacji z krajami trzecimi:
- stosunki handlowe,
- współpracę z krajami słabo rozwiniętymi,
- politykę zagraniczną i bezpieczeństwo.

## Cele
Celem polityki zagranicznej Unii Europejskiej są:
- umocnienie pokoju i bezpieczeństwa,
- troska o zrównoważony rozwój, solidarność i szacunek między narodami,
- eliminowanie ubóstwa,
- ochrona praw człowieka
- poszanowanie Karty Narodów Zjednoczonych

## Unia Europejska w organizacjach międzynarodowych
Członkostwo w organizacjach międzynarodowych:
- jako Unia: Kwartet Bliskowschodni, Stowarzyszenie Azji Południowej na Rzecz Współpracy Regionalnej, G8 (dodatkowa reprezentacja)
- jako Wspólnota Europejska: ASEAN (dialog), Forum Regionalne ASEAN (dialog)[3], Europejski Bank Odbudowy i Rozwoju, Międzynarodowe Stowarzyszenie Rozwoju, Organizacja Państw Amerykańskich (obserwator), OECD, Światowa Organizacja Handlu
- Komisja Europejska: Grupa Australijska, Rada Państw Morza Bałtyckiego (obserwator), CERN, FAO, G-10, Grupa Dostawców Jądrowych (obserwator), ONZ (obserwator), Organizacja Współpracy Gospodarczej Państw Morza Czarnego (obserwator), Forum Południowego Pacyfiku (dialog), Komitet Zanggera (obserwator)[4]
- Europejski Bank Centralny: Bank Rozrachunków Międzynarodowych, Międzynarodowe Stowarzyszenie Rozwoju (dialog)
- Europejski Bank Inwestycyjny: Zachodnioafrykański Bank Rozwoju
- Próba przystąpienia do Rady Europy.

### Współpraca ONZ z UE
Państwa członkowskie Unii Europejskiej z Komisją Europejską na czele koordynują swoje działania i współpracują z Organizacją Narodów Zjednoczonych.

## Stosunki Unii Europejskiej z krajami trzecimi

### Stosunki transatlantyckie

#### USA

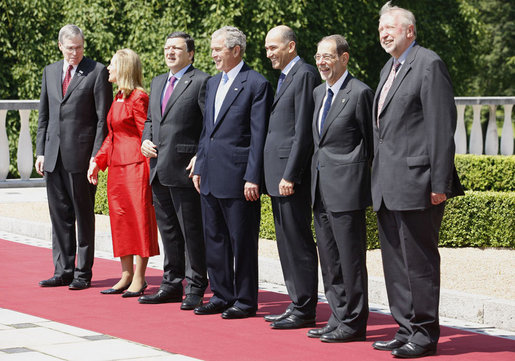
Spotkanie szefów Unii z George’em Bushem

Pierwsze kontakty między Stanami Zjednoczonymi i Wspólnotą zostały nawiązane na początku lat 50. XX w., gdy w 1953 r. USA mianowały swojego obserwatora przy EWWiS, a trzy lata później utworzyły przy niej misję, którą w 1961 r. zmieniono na Misję USA przy Wspólnocie Europejskiej. WE natomiast założyła swoją placówkę w Waszyngtonie w 1954 r. W 1971 r. otrzymała ona pełne uprawnienia i przywileje placówki dyplomatycznej. Wówczas rozpoczęto wzajemne wizyty przedstawicieli Parlamentu Europejskiego i Kongresu USA, które od tamtej pory odbywały się dwa razy rocznie i służyły omawianiu różnorodnych kwestii interesujących obie strony.
W latach 90. zaczęto organizować spotkania na szczycie. Pierwszym ich rezultatem była uzgodniona 22 listopada 1990 r. Deklaracja Transatlantycka. Zawierała ona program współpracy między USA i WE, później UE:
- wsparcie demokracji, rządów prawa, walka o respektowanie praw człowieka
- współpraca na rzecz pokoju i bezpieczeństwa międzynarodowego
- wsparcie wolnego rynku, liberalizacja handlu, sprzeciwianie się protekcjonizmowi
- walka z bezrobociem
- stosowanie rozwoju zrównoważonego
- polityczna i gospodarcza pomoc krajom rozwijającym się, zwłaszcza tym z Europy Środkowej i Wschodniej, by przyspieszyć nich transformację ustrojową

3 grudnia 1995 r. w Madrycie miał miejsce następny szczyt, na którym przyjęto dokument o nazwie Nowy program transatlantycki. Jego zasadniczym osiągnięciem było rozpoczęcie wspólnych działań, zamiast, jak do tej pory, ograniczać się do konsultacji. Dokument ten ustanowił cztery płaszczyzny współpracy UE i USA:
- wsparcie dla pokoju, demokracji i rozwoju na świecie
- wspólne reagowanie na międzynarodowe wyzwania
- rozwój handlu międzynarodowego i powiązań gospodarczych
- budowanie mostów przez Atlantyk[5]

By realizować ten program, UE i USA uzgodniły ideę Transatlantyckiego Partnerstwa Gospodarczego, którą przyjęto na szczycie w Londynie 18 maja 1998 r. Wówczas podpisano również dokument o nazwie Partnerstwo Transatlantyckie we współpracy politycznej, który określił działania, na których UE i USA powinny się skupić, by realizować ustalone cele.
Gdy po ustanowieniu EPBiO oraz rozszerzeniu NATO w 1999 r. pojawiły się opinie, że sojusz transatlantycki ulega osłabieniu, UE rozpoczęła działania mające to zmienić. W ich wyniku na szczycie w Waszyngtonie 18 grudnia 2000 r. uzgodniono dokument, który dotyczył najważniejszych kwestii współpracy, zwłaszcza w stosunku do wyzwań międzynarodowych. Dotyczył on m.in.: prowadzenia procesu pokojowego na Bliskim Wschodzie, wsparcia demokracji w Rosji, Afryce, Azji i Ameryce Łacińskiej, zapobiegania proliferacji broni masowego rażenia czy walki z terroryzmem i przestępczością zorganizowaną. Ponadto podczas tego szczytu USA zadeklarowały, że będą prowadzić dialog z UE jako aktorem odgrywającym pełną rolę i przyjmującym pełną odpowiedzialność na scenie międzynarodowej.
Zamach na World Trade Center i Pentagon 11 września 2001 r. sprawił, że Unia Europejska i Stany Zjednoczone zjednoczyły się w walce z terroryzmem. Następnego dnia po atakach w Brukseli odbyło się specjalne spotkanie Rady UE, na którym wydano oświadczenie o solidaryzacji z USA i ogłoszeniu 14 września dniem żałoby narodowej w krajach Unii. 20 września przedstawiciele Unii spotkali się w Waszyngtonie z sekretarzem stanu USA Colinem Powellem, wydając wspólne oświadczenie o walce z terroryzmem. Obejmowało ono deklarację o współpracy w zakresie m.in. bezpieczeństwa transportu, zwłaszcza lotniczego, kontroli granicznej, kontroli eksportu, zakazu finansowania i wspierania terrorystów oraz współpracy policyjnej i sądowej.
Kwestią, która podzieliła państwa UE i wywołała trudności w relacjach transatlantyckich, była amerykańska interwencja w Iraku w 2003 r. Większość państw Unii popierała ograniczenie się do kontroli tego kraju przez inspektorów ONZ. Gdy USA zaczęły naciskać na Radę Bezpieczeństwa ONZ, by wydała rezolucję zezwalającą na użycie siły, Francja, Niemcy i Belgia stanowczo wypowiedziały się przeciwko temu. Jednakże 30 stycznia 2003 r. premierzy Wielkiej Brytanii, Hiszpanii, Włoch, Polski, Portugalii, Danii i Węgier oraz prezydent Czech podpisali tzw. list ośmiu, w którym wyrażali poparcie dla interwencji w Iraku. Spowodował on rozłam w Unii, który pogorszyło podjęcie akcji zbrojnej. Negatywnie wpłynęła ona również na stosunki UE-USA, gdyż kraje europejskie poczuły się zignorowane przez Stany Zjednoczone i uważały, że nie liczą się one z sojusznikami z NATO.
Próby poprawy relacji europejsko-amerykańskich podjęto 25 czerwca 2003 r. w Waszyngtonie na szczycie UE-USA. Jego rezultatem było kilka oświadczeń oraz podpisanie układów o wzajemnej pomocy prawnej i ekstradycji, które Unia zaproponowała po atakach z 11 września.
Na następnym szczycie, który odbył się 26 czerwca 2004 r. na zamku Dromoland w Irlandii, podpisano kolejne oświadczenia, dotyczące walki z terroryzmem, współpracy w zakresie nieproliferacji broni masowego rażenia i walki z chorobami, wzmacniania współpracy gospodarczej i procesu pokojowego na Bliskim Wschodzie i w Sudanie. Szczególne znaczenie miała deklaracja w sprawie Iraku, która opierając się na rezolucji nr 1546 Rady Bezpieczeństwa ONZ z maja 2004 r., przekazywała władzę w Iraku Irakijczykom, gdyż oznaczała ona koniec sporów UE i USA odnośnie do tego kraju. Unia zadeklarowała pomoc w odbudowie Iraku, jednak większość jej krajów była przeciwna wysyłaniu tam wojsk.
22 lutego 2005 r. prezydent USA George Bush spotkał się w Brukseli z Radą Europejską, z którą dyskutował na temat sytuacji w różnych regionach świata, a także ochrony środowiska i kwestii ekonomicznych. Obie strony zadeklarowały również organizację konferencji, na której miano zinstytucjonalizować pomoc dla Iraku.

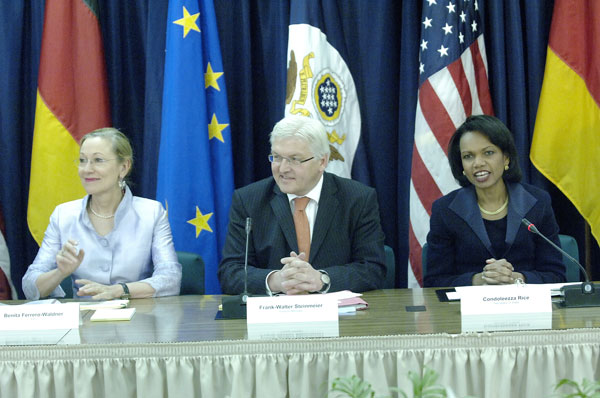
Amerykańska sekretarz stanu Condoleezza Rice (po prawej) z niemieckim ministrem spraw zagranicznych Frankiem Walter Steinmeier (w środku) i komisarz europejską do spraw relacji zagranicznych i Europejskiej Polityki Sąsiedztwa Benitą Ferrero-Waldner (po lewej)

Kolejny szczyt odbył się w Wiedniu 20 czerwca 2005 r. Poskutkował on wieloma oświadczeniami o zacieśnianiu współpracy. Dotyczyły one m.in. zwalczania terroryzmu, nieproliferacji broni, wsparcia demokracji, rządów prawa i praw człowieka na świecie, promocji pokoju i dobrobytu oraz walki z piractwem i fałszerstwami.
Rok później, 21 czerwca 2006 r., również w Wiedniu, podczas spotkania na szczycie UE i USA ustaliły, że ich strategiczne partnerstwo będzie się skupiać przede wszystkim na czterech płaszczyznach: wsparcia demokracji, pokoju i praw człowieka, rozwoju dobrobytu, wspólnego rozwiązywania globalnych problemów oraz współpracy w zakresie energetyki i walki ze zmianami klimatu.
Następny szczyt odbył się 30 kwietnia 2007 r. w Waszyngtonie. Zaowocował on przyjęciem ram umacniania integracji ekonomicznej, deklaracji o współpracy w dziedzinie polityki i bezpieczeństwa oraz o ruchu bezwizowym obywateli UE i USA. Przyjęto także oświadczenie o zmianach klimatu i bezpieczeństwie energetycznym oraz zobligowano się do rozszerzenia zawartego 2 marca układu o liberalizacji ruchu lotniczego przez Atlantyk. W celu dalszej integracji gospodarczej ustanowiono Transatlantycką Radę Ekonomiczną.
5 kwietnia 2009 r. w Pradze odbył się nieformalny szczyt UE-USA. Wydano na nim oświadczenie potępiające północnokoreańską próbę rakietową. Dyskutowano również m.in. na temat walki z globalnym ociepleniem, współpracy gospodarczej w obliczu kryzysu, liberalizacji handlu światowego i bezpieczeństwa energetycznego. Prezydent USA Barack Obama zaapelował o przyjęcie do UE Turcji i podtrzymał poparcie realizacji tarczy antyrakietowej, póki Iran kontynuuje swój program atomowy. Zapowiedział również rozmowy z Rosją w sprawie redukcji arsenału nuklearnego.

#### Kanada
Początki relacji UE z Kanadą sięgają lat 70. XX w. W 1972 r. zapoczątkowano wzajemne konsultacje ws. stosunków bi- i multilateralnych, które odbywają się dwa razy rocznie. Rok później Parlament Europejski wraz z Kanadyjską Izbą Gmin zapoczątkowały coroczne spotkania parlamentarzystów, a Kanada akredytowała specjalnego ambasadora przy Wspólnocie. 6 lipca 1976 r. zawarto ramowy układ o handlu i współpracy gospodarczej, który ustalił sposoby kontaktów między komisarzem wspólnoty ds. stosunków zewnętrznych i kanadyjskim ministrem handlu międzynarodowego. Nad szczegółami dzisiejszych relacji w poszczególnych kwestiach gospodarczych pracują różne podkomitety i grupy robocze, zajmujące się m.in.: telekomunikacją, inwestycjami, ochroną środowiska czy handlem drewnem, papierem, minerałami, metalami i technologiami informatycznymi.
22 listopada 1990 r. odbył się szczyt WE-Kanada, na którym zawarto Deklarację transatlantycką, która ustaliła zasady wzajemnych relacji i zinstytucjonalizowała spotkania pomiędzy premierem Kanady a przewodniczącym Komisji Europejskiej i Rady Ministrów WE. Miesiąc później, 17 grudnia 1996 w Ottawie podpisano Wspólną deklarację polityczną, w której obie strony sprzeciwiły się amerykańskiemu embargu wobec Kuby. Dołączono do niej plan działania, zawierający dokładny zarys dwustronnej współpracy. Składał się on z czterech części, które dotyczyły:
- rozwoju stosunków gospodarczych i handlowych
- polityki zagranicznej i bezpieczeństwa
- migracjom i azylom, ekologią, walki z terroryzmem, przestępczością zorganizowaną i handlem narkotykami
- spraw społecznych, edukacyjnych, kulturalnych i naukowych

W dalszym polepszaniu wzajemnych stosunków pomogło porozumienie na spotkaniu ministrów w Helsinkach 2 września 1999 r., na którym rozwiązano istniejący od dawna problem sporu o rybołówstwo. Wkrótce potem współpraca UE i Kanady przyczyniła się do wypracowania konwencji o zakazie użycia, składowania, produkcji i przekazywania min przeciwpiechotnych oraz o ich zniszczeniu, a 16 grudnia tego samego roku na szczycie w Ottawie wydano wspólne oświadczenie powołujące grupę roboczą w tej sprawie.
26 czerwca 2000 r. odbył się następny szczyt UE-Kanada, który dotyczył spraw humanitarnych aspektów bezpieczeństwa w kontekście budowania pokoju i zapobiegania konfliktom. Zajęto się na nim także sprawami handlowymi, czego rezultatem było m.in. wspólne oświadczenie o konieczności liberalizacji handlu i budowaniu wzrostu gospodarczego w oparciu o WTO. Przyjęto również raport nt. handlu elektroniką i plan działania na lata 2000–2001, dotyczący ochrony konsumenta.
19 grudnia 2000 r. w Ottawie odbył się kolejny szczyt UE-Kanada, którego rezultatem były trzy oświadczenia dotyczące:
- rozwoju współpracy w celu pomocy biednym państwom w walce z ubóstwem
- współpracy w zakresie wymiaru sprawiedliwości i spraw wewnętrznych
- nawigacji satelitarnej

W trakcie wdrażania Europejskiej Polityki Bezpieczeństwa i Obrony, Kanada poparła działania Unii w zakresie wspólnej obronności i wyraziła gotowość do brania udziału w misjach zarządzania kryzysowego, przygotowywanych przez UE. Obie strony zgodziły się cztery razy w roku organizować spotkania na szczeblu eksperckim, dotyczące bezpieczeństwa i obrony, które miały się odbywać w czasie kryzysów. Potwierdzono również wiodącą rolę NATO w zakresie wspólnej obrony i zapowiedziano zwiększanie stosunków między nim i UE w jego ramach.
Katalizatorem następnych działań w zakresie obrony, także tej wewnętrznej, stały się ataki na USA z 11 września 2001 r. Podczas spotkania w Ottawie 18 grudnia 2001 r. wspólnie je potępiono i wyrażono gotowość do aktywnej walki z terroryzmem. 8 maja 2002 r. na szczycie w Toledo oświadczono, że UE i Kanada będą współpracować, by odciąć źródła finansowania organizacji terrorystycznych i międzynarodowych grup przestępczych. Ponadto UE włączyła Kanadę do organizacji operacji reagowania kryzysowego i zaprosiła ją do udziału w misji w Bośni i Hercegowinie, do której Kanada przystąpiła na początku 2003 r.
18 marca 2004 r. na szczycie w Ottawie UE i Kanada uzgodniły nowy kształt stosunków. Jedną z ich zasad było wzmocnienie współpracy w polityce zagranicznej i bezpieczeństwa, opierając się na wspólnie podzielanym przywiązaniu do skutecznych instytucji wielostronnych i efektywnego globalnego zarządzania, co stanowiło potępienie samodzielności USA w stanowieniu porządku międzynarodowego. Wówczas ustalono także pięć zasad, określających cele wzajemnych działań:
- wzmacnianie bezpieczeństwa międzynarodowego opartego na działaniach wielostronnych
- podnoszenie ogólnego wzrostu gospodarczego na świecie
- wzmacnianie współpracy sądowniczej i dotyczącej spraw wewnętrznych
- podejmowanie wyzwań globalnych i regionalnych
- pogłębianie więzi łączących narody UE i Kanady

Szczegóły ww. programu ustalono na szczycie pod wodospadem Niagara 19 czerwca 2005 r. W następnych miesiącach UE i Kanada zawarły kilka kolejnych umów, m.in. dotyczącej przekazywania danych osobowych pasażerów samolotów latających między regionami, udziału Kanady w unijnych misjach reagowania kryzysowego czy umowę Europolu z kanadyjskim rządem o współpracy operacyjnej.
W 2006 r. Kanada odwołała szczyt z UE, który miał się odbyć w Tampere 27 listopada, gdyż wybuchł drobny spór o Protokół z Kioto, którego Kanada nie chciała przestrzegać, mimo ratyfikacji.

### Kraje Wspólnoty Niepodległych Państw
Unia Europejska rozwija stosunki z krajami WNP za pomocą różnych instrumentów. Podstawy prawne dają tzw. Porozumienia o Partnerstwie i Współpracy (Partnership and Cooperation Agreement – PCA) zawarte z większością państw WNP w połowie lat 90. XX w. Na ich postawie powołano wspólne organy i fora do rozmów [A. Legucka, Polityka wschodnia Unii Europejskiej, AON, Warszawa 2008, s. 62–70]. Instrumentami politycznymi były wspólne strategie – jedna dla Rosji (czerwiec 1999) i jedna dla Ukrainy (grudzień 1999). Określały one w sposób całościowy relacje UE z adresatami wspólnych strategii i nakładały obowiązek ich realizacji przez państwa członkowskie UE. Do instrumentów finansowych można natomiast zaliczyć program TACIS (Technical Assistance for the Commonwealth of Independent States), które stanowiło w latach 1991–2006 wsparcie techniczne dla państw WNP. Od stycznia 2007 r. dla Rosji i państw sąsiadujących z Unią Europejską powołano Europejski Instrument Sąsiedztwa i Partnerstwa (European Neighbourhood & Partnershp Agreement – ENPI), który dla krajów najbliżej Unii zastąpił TACIS. Dotyczy to państw tzw. Partnerstwa Wschodniego obejmującego: Armenię, Azerbejdżan, Białoruś (na poziomie technicznym), Gruzję, Mołdawię i Ukrainę. Z krajami tymi negocjuje się ponadto umowy o stowarzyszeniu, dające tym krajom możliwości stworzenia z UE strefy wolnego handlu.

#### Rosja
Stosunki UE-Rosja zostały po raz pierwszy sformalizowane 24 czerwca 1994 r., gdy podpisano układ o partnerstwie i współpracy, który wszedł w życie 1 grudnia 1997 r. i obowiązywał przez 10 lat. Regulował on sprawy gospodarcze i handlowe, liberalizując przepływ kapitału, towaru i usług, rozszerzał współpracę naukowo-techniczną, dotyczącą ochrony środowiska i korzystania z przestrzeni kosmicznej, regulował sprawy związane z wymiarem sprawiedliwości i walką z przestępczością oraz ustalił formę dialogu politycznego. W jego wyniku zaczęto odbywać spotkania na szczycie, a od 1998 r. także spotkania ministerialne Rady Współpracy UE-Rosja, której zadanie to coroczne opracowywanie planów współpracy. Utworzono również Parlamentarny Komitet Współpracy, obradujący w składzie przedstawicieli parlamentów.
Na szczycie UE w Kolonii 4 czerwca 1999 r. ustalono pierwszą w historii wspólną strategię. Została ona przyjęta na 4 lata, a w czerwcu 2003 r. przedłużona na następny rok, wygasła 24 czerwca 2004 r. Precyzowała ona cele unijnej polityki wobec Rosji:
- wzmacnianie demokracji i rządów prawa oraz roli publicznych instytucji w Rosji poprzez m.in. wsparcie tego kraju w wysiłkach na rzecz przestrzegania praw człowieka i zasad demokracji, rozwijanie społeczeństwa obywatelskiego, rozwój kontaktów międzykulturowych oraz wolnych mediów i organizacji pozarządowych
- włączenie Rosji do europejskiego systemu gospodarczego poprzez pomoc doradczą odnośnie do polityki gospodarczej, wsparcie rosyjskiego przemysłu, rolnictwa i energetyki, wsparcie reform sektora bankowego oraz skoordynowanie unijnej polityki wobec Rosji odnośnie do finansów
- współdziałanie na rzecz europejskiego i światowego bezpieczeństwa poprzez rozwój wspólnych inicjatyw, zwiększania operacyjnej roli dialogu politycznego, rozszerzenie współpracy zmierzającej do zapobiegania konfliktom i handlu bronią oraz kontrolę zbrojeń
- współpraca w stawianiu czoła globalnym wyzwaniom: zapewnianie bezpieczeństwa energetycznego i nuklearnego, niszczenie zapasów broni chemicznej, ochrona środowiska i bezpieczne składowanie niebezpiecznych odpadów, walka z przestępczością, praniem brudnych pieniędzy, handlem ludźmi i narkotykami poprzez współpracę policyjną i sądową

29 maja 2000 r. odbył się szczyt UE-Rosja, którego tematem były najistotniejsze aspekty współpracy ze szczególnym uwzględnieniem spraw bezpieczeństwa europejskiego i światowego. Na tym spotkaniu pełniący od 1 stycznia tego roku funkcję prezydenta Władimir Putin pozytywnie ustosunkował się tworzonej wówczas Europejskiej Polityki Bezpieczeństwa i Obrony.
30 października 2000 r. ustanowiono tzw. dialog energetyczny, który miał na celu regulację stosunków w sprawie dostaw do Unii surowców energetycznych. Rosja jest obecnie największym partnerem Unii w tej dziedzinie i pokrywa ponad 25% jej konsumpcji, w szczególności gazu ziemnego i ropy naftowej. Podstawowe kwestie omawiane w ramach dialogu to zapewnienie bezpieczeństwa energetycznego krajom UE i dopuszczenie zachodnich firm do rosyjskiego przemysłu naftowego na równych zasadach. Dyskutuje się również na temat handlu paliwem do elektrowni atomowych i zapewnieniem bezpieczeństwa rosyjskich reaktorów. Unia prowadzi ponadto starania o to, by Rosja podpisała Protokół Tranzytowy i ratyfikowała Europejską kartę energetyczną, podpisaną 17 grudnia 1991 r. w Hadze przez 46 krajów.
10 kwietnia 2001 r. podpisano układ o współpracy naukowej i technologicznej, a pod koniec maja rozpoczęto prace nad ustanowieniem wspólnej europejskiej przestrzeni gospodarczej. 3 października tego samego roku w Brukseli odbył się szczyt, którego rezultatem było poszerzenie dialogu o problematykę współpracy politycznej i w zakresie bezpieczeństwa.
29 maja 2002 r. na szczycie w Moskwie wydano Wspólną deklarację o praktycznych krokach w rozwijaniu dialogu politycznego i w sprawach reagowania kryzysowego i bezpieczeństwa. Rosja wówczas wyszła z inicjatywą planu wspólnego działania w dziedzinie EPBiO i ustanowiła przedstawiciela do spraw kontaktów ze Sztabem Wojskowym UE. Niedługo później, w czerwcu tamtego roku, na posiedzeniu w Sewilli Rada Europejska zaprosiła Rosję do dialogu dotyczącego misji petersberskich.
W 2002 r. kontakty między Unią a Rosją dotyczyły głównie polityki nadgranicznej. W związku ze zbliżającym się własnym rozszerzeniem, UE mając w perspektywie sąsiedztwo z Rosją, domagała się wprowadzenia obowiązku posiadania paszportów przez obywateli Rosji przy przekraczaniu unijnej granicy. Zasady ruchu granicznego ustalono w listopadzie 2002 r. Nie wprowadzono wiz, a dla osób podróżujących przez Litwę między Królewcem a resztą Rosji wprowadzono uproszczone dokumenty, choć od 1 stycznia 2005 r. wszyscy obywatele rosyjscy musieli posiadać międzynarodowe paszporty, by przekroczyć granicę Litwy.
31 maja w Petersburgu, podczas obchodów 300-lecia tego miasta, odbył się szczyt, w którym wzięli udział Rosja, kraje członkowskie Unii i kraje do UE kandydujące. Ustanowiono na nim 4 wspólne przestrzenie współpracy:
- gospodarcza
- wolności, sprawiedliwości i bezpieczeństwa
- bezpieczeństwa międzynarodowego
- badań naukowych, edukacji i kultury

Na szczycie podjęto również kilka innych decyzji, m.in.: Radę Partnerstwa przemianowano na Stałą Radę Partnerstwa i włączono Rosję do misji policyjnej Unii w Bośni i Hercegowinie. Rosja natomiast zadeklarowała chęć udziału w innych cywilnych operacjach reagowania kryzysowego i złożyła propozycję zniesienia wiz.
6 listopada 2003 r. odbył się kolejny szczyt, który zaowocował deklaracją o wzmacnianiu współpracy politycznej i bezpieczeństwa. Z powodu rozszerzenia Unii w 2004 r. konieczne było rozciągnięcie układu o partnerstwie i współpracy na nowe państwa, czego dokonano 27 kwietnia podpisując protokół do układu. Miesiąc później, 21 maja w Moskwie zawarto porozumienie odnośnie do poparcia Unii dla Rosyjskiej akcesji do WTO.
W 2004 r. Rosja odmówiła udziału w Europejskiej Polityce Sąsiedztwa, gdyż nie chciała być postawiona na równi z innymi państwami postradzieckimi. Podczas pomarańczowej rewolucji opowiedziała się po stronie Wiktora Janukowycza, oskarżanego o sfałszowanie wyborów, co spowodowało konflikt z UE.
W 2005 r., gdy w wyniku polsko-rosyjskiego sporu o drugą nitkę rurociągu jamalskiego, Rosja zdecydowało się poprowadzić rurę tranzytową po dnie Bałtyku, Polska zaczęła zabiegać o ustanowienie wspólnej polityki energetycznej, która pozwoliłaby zabezpieczyć się przed nieprzewidzianymi działaniami Rosji. Z tego też powodu ww dniach 8–9 marca 2007 r. Rada Europejska zainicjowała zintegrowaną politykę klimatyczną i energetyczną, której celami mają być: zapewnienie bezpieczeństwa energetycznego, zwiększenie równego dostępu europejskich przedsiębiorstw do złóż surowców oraz rozwój w zgodzie ze środowiskiem.
Ponieważ układ o partnerstwie i współpracy był zawarty na 10 lat, pojawiła się potrzeba negocjacji nowego. 24 listopada 2006 r. na szczycie UE i Rosji w Helsinkach próbowano rozpocząć rozmowy w tej kwestii, jednak zablokowała je Polska, która znalazła się wówczas w sporze z Rosją, która wprowadziła zakaz importu polskiego mięsa. Został on zniesiony w grudniu 2007 r. Obecnie trwają rozmowy we wprawie nowego układu o partnerstwie i współpracy.

#### Ukraina
Na początku lat 90. Wspólnota nie miała pełnego zaufania do Ukrainy, gdyż nie chciała ona od razu oddać poradzieckiej broni atomowej i przystąpić do układu o nieproliferacji. Sytuacja zmieniła się w 1994 r., gdy Ukraina oświadczyła rozwiązać sporne kwestie. 14 czerwca tego roku podpisano układ o partnerstwie i współpracy, a kilka miesięcy później, 28 listopada Rada UE przyjęła wspólne stanowisko, określające cele i priorytety współpracy. Układ o partnerstwie i współpracy wszedł w życie dopiero 1 marca 1998 r. Ustanowił on Radę Współpracy UE-Ukraina, która zebrała się po raz pierwszy 9 czerwca 1998 r. Głównym rezultatem spotkania było przyjęcie planu pracy na lata 1998–1999.
16 października 1998 r. odbył się pierwszy szczyt UE-Ukraina. Zadeklarowano na nim strategiczne partnerstwo i zbieżność dążeń, interesów i wyznawanych wartości.
11 grudnia 1999 r. Unia przyjęła wspólną strategię wobec Ukrainy, podkreślając, że dostrzega znaczenie powstania jej jako demokratycznego państwa i przywiązuje dużą wagę do jej proeuropejskiej orientacji. Strategia została przewidziana na 4 lata z możliwością dalszego jej przedłużenia. Określiła ona strategiczne cele, jakie UE stawia sobie wobec Ukrainy:
- wsparcie demokracji i wolnego rynku
- umacnianie bezpieczeństwa i stabilności w Europie i na świecie
- współpraca polityczna, w szczególności dotycząca zbliżania Ukrainy do Unii
- współpraca w zakresie wymiaru sprawiedliwości i spraw wewnętrznych
- współpraca gospodarcza
- współpraca kulturalna

Do realizacji wspólnej strategii postanowiono zaprosić także państwa kandydujące wówczas do Unii (m.in. Polskę). Zadeklarowano możliwość udziału Ukrainy w misjach petersberskich i pomaganie jej w zintegrowaniu się z europejską gospodarką. Omówiono również kwestie związane z ochroną środowiska, energetyką i bezpieczeństwem jądrowym.

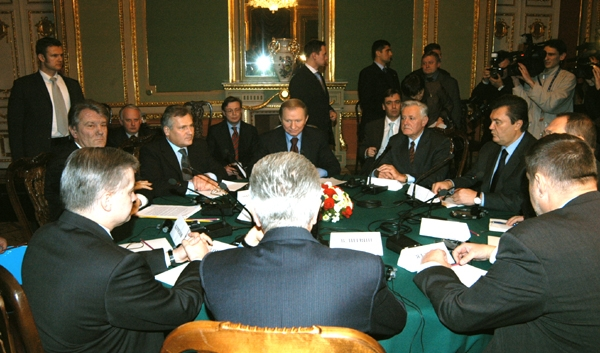
Obrady przy okrągłym stole podczas Pomarańczowej Rewolucji 1 grudnia 2004 r., w których brali udział także przedstawiciele państw UE i Javier Solana, wysoki przedstawiciel UE ds. WPZiB

We wrześniu 2001 r. i w lipcu 2002 r. na spotkaniach na szczycie przywódcy UE apelowali do Ukrainy o przestrzeganie zasad demokracji, o których łamanie opozycja oskarżała Łeonida Kuczmę. Uzgodniono, że Unia będzie w tym celu wspomagać Ukrainę w działaniach w zakresie wymiaru sprawiedliwości i respektowania wolności. Na drugim z tych spotkań wspólnie potwierdzono, że Ukraina powinna przystosować swój system prawny i standardy do unijnych, w zamian za co UE wprowadzi ułatwienia dla swoich i ukraińskich obywateli przy przekraczaniu wspólnej granicy.
W czerwcu 2002 r. Rada Europejska na spotkaniu w Sewilli ustanowiła mechanizm konsultacji i współpracy z Ukrainą w zakresie reagowania kryzysowego, a Ukraina zaś mianowała łącznika do spraw kontaktów ze Sztabem Wojskowym UE. Wówczas rozpoczęto wspólne konsultacje i współpracę podczas misji policyjnej w Bośni i Hercegowinie.
W czerwcu 2004 r. włączono Ukrainę do Europejskiej Polityki Sąsiedztwa, nadając jej miano priorytetowego partnera. W okresie pomarańczowej rewolucji od listopada do grudnia 2004 r. Unia wspierała opozycję i pomagała utworzyć okrągły stół, dzięki któremu powtórzono drugą turę wyborów prezydenckich. W styczniu 2005 r. pozytywnie przyjęto oświadczenie Ukrainy o ubieganie się o członkostwo w UE, jednak nie przyznano jej statusu kraju kandydującego.
1 grudnia 2005 r. na spotkaniu w Kijowie podpisano memorandum dotyczące energetyki. Ustalono w nim strategię integracji ukraińskiego i unijnego rynku energii, formułując mapę drogową, obejmującą kwestie bezpieczeństwa nuklearnego, zapewnienia bezpieczeństwa energetycznego, poprawy standardów ekologicznych, integracji rynków i zapewnienie samowystarczalności energetycznej.
We wrześniu 2006 r. osiągnięto porozumienie dotyczące wykorzystania funduszy Europejskiego Banku Inwestycyjnego i Europejskiego Banku Odbudowy i Rozwoju do wspierania ukraińskiej energetyki. Do końca 2006 r. z programu TACIS finansowano także badania nad reformą ukraińskiego systemu przesyłu gazu ziemnego.
5 marca 2007 r. rozpoczęto negocjację mające na celu podpisanie nowego układu, który miałby uregulować wzajemne stosunki i pomóc zbliżyć się Ukrainie do UE.

#### Białoruś
Po uzyskaniu przez Białoruś niepodległości, kraj ten otrzymywał liczną pomoc ze strony Unii Europejskiej. 6 marca 1995 r. podpisano układ o partnerstwie i współpracy, jednak nie wszedł on w życie. Powodem ochłodzenia wzajemnych stosunków było dojście do władzy Aleksandra Łukaszenki i ograniczenie przez niego demokracji na Białorusi. W listopadzie 1996 r. zmienił on konstytucję, znacznie wzmacniając swoją pozycję i ograniczając wolność mediów. Spowodowało to sankcje ze strony UE: zawieszono część układu o partnerstwie i współpracy, która dotyczyła handlu, wstrzymano techniczną pomoc ze strony UE oraz zamrożono kontakty na szczeblu ministerialnym.
W połowie 1998 r. gdy władze Białorusi naruszyły eksterytorialność działających tam misji dyplomatycznych państw UE, Rada UE przyjęła wspólne stanowisko, w którym zaleciła wycofanie swoich przedstawicieli z Mińska i wezwała Białoruś do wykonania wzajemnego ruchu. Wydała również zakaz wydawania przedstawicielom Białorusi wiz wjazdowych na teren UE.
W dniach 2–9 grudnia 1998 r. odbyły się wzajemne rozmowy, w wyniku których 22 lutego 1999 r. Rada UE anulowała wspólne stanowisko wydane w połowie poprzedniego roku. Stopniowo znoszono również inne sankcje, jednak było to uzależnione od wypełniania przez Białoruś zaleceń OBWE.
Mimo postępów, rządy Łukaszenki nadal budziły zastrzeżenia. Jesienią 2000 roku na Białorusi odbyły się wybory parlamentarne, które zostały zbojkotowane przez część opozycji z powodu ograniczeń w dostępie do mediów i rejestracji kandydatów. Unia nie wysłała tam swoich obserwatorów, ale też nie uznała prawomocności wyborów. Po reelekcji w 2001 r. Aleksander Łukaszenka próbował zmienić nastawienie Zachodu do siebie, jednak bezskutecznie. Część państw UE uznawała go nawet na przełomie 2002/2003 r. za persona non grata.
W 2004 r. po kolejnych, budzących liczne zastrzeżenia wyborach i referendum, dzięki któremu Łukaszenka umożliwił sobie pozostanie na stanowisku prezydenta bez ograniczenia liczby kadencji, UE wprowadziła kolejne sankcje. Kontakty dyplomatyczne ograniczono do tych najważniejszych na najwyższych szczeblach, a programy pomocowe zredukowano do tych służących demokratyzacji Białorusi i pomocy jej ludności. Jednocześnie jednak UE zaoferowała gotowość do zniesienia restrykcji w razie zmian na Białorusi. W 2004 r. Komisja Europejska zainicjowała spotkania w sprawie pomocy rozwoju demokracji i wolnego rynku na Białorusi, a w 2005 r. Rada UE zdecydowała o pomocy finansowej i transgranicznej.
W wyniku kolejnych pogwałceń demokracji podczas wyborów prezydenckich na Białorusi w marcu 2006 r. Rada UE potępiła je i wydała decyzję o zakazie wydawania wiz wjazdowych na teren UE wszystkim urzędnikom reżimu Łukaszenki, którzy przyczynili się do złamania międzynarodowych standardów i o zamrożeniu ich aktywów.
21 listopada 2006 r. komisarz ds. stosunków zewnętrznych i Europejskiej Polityki Sąsiedztwa, Benita Ferrero-Waldner wydała dokument, w którym zaproponowała Białorusi szereg korzyści, jakie może ona odnieść, jeśli powróci ona na drogę demokracji. Mimo to w 2007 r. na Białorusi podczas wyborów lokalnych doszło do kolejnych ograniczeń wolności, co spowodowało utrzymanie chłodnych stosunków z UE.
28 września 2008 r. na Białorusi odbyły się kolejne wybory parlamentarne. UE obiecała znieść sankcje przeciwko przywódcom tego kraju i przywrócić pomoc finansową, jeśli odbędą się one uczciwie. Mimo wielu zastrzeżeń i niespełnienia standardów demokratycznych, UE zawiesiła na pół roku sankcje zakazujące wjazdu przedstawicieli reżimu Łukaszenki na teren Unii.

#### Mołdawia
Stosunki między UE a Mołdawią reguluje układ o partnerstwie i współpracy, który został podpisany 28 listopada 1994 r. na 10 lat, a wszedł w życie 1 lipca 1998 r. Dotyczył on kwestii gospodarczych i politycznych (przestrzeganie demokracji i praw człowieka, zwalczanie przestępczości), zwracając szczególną uwagę na problem Naddniestrza.
We wrześniu 2003 r. Mołdawia zaproponowała integrację z Unią Europejską, w wyniku czego 24 lutego 2004 r. na posiedzeniu Rady Współpracy, włączono ten kraj do Europejskiej Polityki Sąsiedztwa. W tym samym roku ustalono plan działań, który przyjęto 22 lutego 2005 r. Określał on cele współpracy na następne 3 lata. Najważniejsze jego postanowienia dotyczyły m.in. rozwiązywania konfliktu o Naddniestrze i przybliżania mołdawskiego prawa do unijnego.
23 marca 2003 r. UE ustanowiła specjalnego przedstawiciela dla Mołdawii, którym został Rumun Adriaan Jacobovits de Szeged (od 1 marca stanowisko to piastuje Węgier Kálmán Mizsei). W sporze o Naddniestrze UE stoi po stronie Mołdawii, czego przejawem było wydanie w 2003 r. zakazu wydawania wiz wjazdowym na teren UE przywódcom Naddniestrza. Unia stara się pomóc rozwiązać konflikt wspierając wysiłki OBWE, jednak żąda wycofania rosyjskich składów amunicji. Od 2005 r. UE jako obserwator bierze udział w rozmowach pokojowych wraz z Mołdawia, Naddniestrzem, Ukrainą, Rosja, OBWE i USA (jako obserwator), jednak w 2006 roku nastąpił zastój w rozmowach.
7 listopada 2005 r. na mocy wspólnego działania UE ustanowiła Misję Pomocy Granicznej dla Mołdawii i Ukrainy, której zadaniem była pomoc w kontroli na granicy z Naddniestrzem. Została ona ustanowiona na 2 lata i brali w niej udział strażnicy z większości krajów UE.
6 października 2006 r. UE otwarła delegację Komisji Europejskiej w Kiszyniowie.

### Afryka Północna i Bliski Wschód
Pierwsze próby ścisłego określenia zasad polityki Wspólnoty wobec krajów basenu Morza Śródziemnego podjęto w latach 70. W październiku 1972 r. na szczycie WE w Paryżu podjęto decyzję o utworzeniu Globalnej Polityki Śródziemnomorskiej. Najważniejszymi jej założeniami były:
- całościowe potraktowanie regionu w kwestiach najważniejszych interesów WE
- postanowienie o pełnej liberalizacji handlu do 31 grudnia 1979 r. (czego nie udało się dokonać)
- wzajemne redukcje barier celnych w handlu produktami rolnymi i niezobowiązujące w pozostałych dziedzinach handlu
- możliwość pomocy technicznej i inwestycyjnej na podstawie następnych umów.

W drugiej połowie lat 70. Wspólnota podpisała układy o współpracy z krajami stowarzyszonymi z nią oraz nawiązała nowe stosunki z Egiptem, Libanem, Algierią i Syrią. Na ich podstawie m.in. utworzono wspólną Radę Ministrów, spotykającą się co roku i pełniącą funkcję koordynacyjną.
W grudniu 1989 r. Komisja Europejska sformułowała propozycję Przeorientowanej Polityki Śródziemnomorskiej, która zakładała pomoc Wspólnot państwom śródziemnomorskim w rozwoju gospodarczym, zwiększeniu inwestycji i rozwiązaniu problemu zadłużenia. Miała ona także prowadzić do reform, służącym stworzeniu wspólnego rynku krajów nieczłonkowskich.
W grudniu 1990 r. Wspólnota przyjęła Nową Politykę Śródziemnomorską. Miała ona służyć pomocy krajom arabskim w zmianach gospodarczych i wzmacniać współpracę handlową, ułatwiając dostęp do rynku Wspólnoty.
W czerwcu 1992 r. w Lizbonie Rada Ministrów WE ogłosiła raport opisujący priorytety Unii, wyznaczone Traktatem z Maastricht. Jako jeden z regionów, w którym UE ma szczególne interesy, określono obszar basenu Morza Śródziemnego i Bliski Wschód, zapowiadając dążenie do dobrosąsiedzkich stosunków, pomoc w rozwoju gospodarczym i budowaniu demokracji i rządów prawa. Na tym spotkaniu rozpoczęto również prace nad nowym dokumentem określającym ramy współpracy z państwami śródziemnomorskimi. W czerwcu 1995 r. Rada Europejska przyjęła raport w tej sprawie, w wyniku czego zwołano konferencję krajów UE, Algierii, Cypru, Egiptu, Izraela, Jordanii, Libanu, Malty, Maroka, Autonomii Palestyńskiej, Syrii, Tunezji i Turcji. Odbyła się ona w Barcelonie w dniach 27–28 listopada 1995 r. i wzięli w niej udział ministrowie spraw zagranicznych ww. państw. Ustalono na niej Deklarację barcelońską i Program roboczy, które określiły cele i zasady współpracy UE z krajami basenu Morza Śródziemnego. Rozpoczęte wówczas działania nazwano procesem barcelońskim. Deklaracja barcelońska ustaliła 3 rodzaje partnerstwa:
- polityczne i dotyczące zagadnień związanych z bezpieczeństwem
- gospodarczo-finansowe
- społeczno-kulturalne i dotyczące kontaktów międzyludzkich

Podczas spotkania w Wiedniu w grudniu 1998 r. Rada Europejska zaleciła przygotowanie Wspólnej strategii Unii Europejskiej wobec regionu śródziemnomorskiego. Została ona przygotowana przez Radę UE i przyjęta 19 czerwca 2000 r. na szczycie w Feira. Deklarowała ona chęć UE do rozwijania wzajemnych kontaktów na zasadzie partnerstwa i dążenia do realizacji postanowień Partnerstwa Eurośródziemnomorskiego. Unia zapowiedziała działania na rzecz pokoju na Bliskim Wschodzie, m.in. ustalenie Eurośródziemnomorskiej karty pokoju i stabilności. Wspólna strategia ustalała cele UE wobec regionu śródziemnomorskiego:
- rozwój gospodarczy regionu
- stworzenie obszaru pokoju i stabilności
- promocja demokracji, praw człowieka i rządów prawa
- ustanowienie partnerstwa społeczno-kulturalnego
- pomoc partnerom z regionu w liberalizacji handlu, transformacji gospodarczej i zwiększeniu atrakcyjności inwestycyjnej
- współpraca w zakresie wymiaru sprawiedliwości i spraw wewnętrznych
- zwalczaniu rasizmu, ksenofobii i nietolerancji

Realizację postanowień strategii powierzono różnym organom. Wysoki Przedstawiciel ds. WPZiB, wspomagany przez specjalnego wysłannika ds. pokoju na Bliskim Wschodzie, miał wspierać prezydencję i Radę UE. Komisja i Rada UE miały dbać o spójność i efektywność unijnych działań. Wspólna strategia została ustalona na 4 lata. W listopadzie 2004 r. przedłużono ją, wygasła 23 stycznia 2006 r.
W związku z kończącym się okresem obowiązywania wspólnej strategii Rada do Spraw Ogólnych i Stosunków Zewnętrznych oraz Komisja Europejska przyjęły w czerwcu 2004 r. dokument o nazwie Partnerstwo strategiczne UE z regionem śródziemnomorskim i bliskowschodnim, którego cele to m.in.:
- pokojowe rozwiązanie konfliktu arabsko-izraelskiego
- rozwój gospodarczy regionu
- budowa demokracji, rządów prawa i przestrzeganie praw człowieka
- ustanowienie mechanizmów dialogu politycznego w sprawach nieproliferacji broni i walki z terroryzmem
- rozwój społeczny i kulturowy, znoszenie nierównouprawnienia kobiet w krajach islamskich
- współpraca w zakresie migracji i migrantów

Wspólnota do lat 70. angażuje się także w rozwiązywanie konfliktu arabsko-izraelskiego. Pierwsze jej stanowisko w tej sprawie zostało wyrażone 6 listopada 1973 r. w deklaracji wzywającej Izrael do opuszczenia terytoriów zajętych w 1967 r. W kwestii spraw wewnętrznych Izraela dokument ten stwierdzał również, że uzasadnione prawo Palestyńczyków musi być wzięte pod uwagę podczas budowania pokoju na Bliskim Wschodzie. 13 czerwca 1980 r. w Deklaracji weneckiej wydano następne oświadczenie popierające prawo Palestyńczyków do własnego państwa i postulujące włączenie Organizacji Wyzwolenia Palestyny do rozmów pokojowych. Od 1982 r. kraje europejskie wzywały Izrael do opuszczenia zajętych przez niego ziem arabskich, a w 1987 opinia publiczna w Europie r. ostro skrytykowała zbrojną reakcję na intifadę. W marcu 1983 Parlament Europejski skrytykował ustalone przez Izrael warunki handlu Palestyny z EWG oraz odrzucił protokoły o stosunkach handlowych z Izraelem, które zostały przywrócone w 1988 r. 19 kwietnia 1994 r. Rada UE podjęła wspólne działanie na rzecz pokoju. Polegało ono na pomocy w ustanowieniu porozumienia, obserwacji izraelskiej akcji osiedleńczej na Terytoriach Okupowanych i podjęciu akcji na rzecz zaprzestania arabskiego bojkotu Izraela. W tym celu m.in. wsparto szkolenie palestyńskiej policji i organizację wyborów na Terytoriach Okupowanych. Unia ponadto zobowiązała się przekazać na rzecz tych terenów pomoc w wysokości 500 mln ECU; w rzeczywistości do 1998 r. przekazano czterokrotnie więcej. 25 marca w Berlinie przywódcy UE wydali deklarację uznającą prawo Palestyńczyków do posiadania własnego państwa. Gdy w 2000 r. doszło do konfliktu izraelsko-palestyńskiego, Unia próbowała w 2001 r. wezwać obie strony do zerwanych rozmów pokojowych, jednak rząd Izraela, będąc wspierany przez USA, odmawiał udziału UE w mediacjach. Podczas spotkania w Kopenhadze 12–13 grudnia 2002 r. Rada Europejska ogłosiła poparcie dla utworzenia w 2005 r. państwa palestyńskiego.

### Azja
W relacjach z państwami azjatyckimi Unia Europejska podejmuje działania przede wszystkim w kwestiach politycznych i handlowych. Jej wysiłki mają na celu zapewnienie bezpieczeństwa i stabilności w Azji poprzez redukcję napięć i promowanie rozbrojenia. UE pomaga w budowaniu demokracji i rządów prawa, oraz zabiega o przestrzeganie praw człowieka. Dąży także do wzmocnienia wzajemnego handlu i znoszenia barier celnych. W mniejszym stopniu prowadzi również działania na rzecz rozwoju kultury i nauki.
Unia Europejska angażuje się w działania związane z nieproliferacją broni nuklearnej. W dniach 24–25 czerwca 1994 r. podczas spotkania w Korfu jej przywódcy zaapelowali do władz Korei Północnej, by przestrzegała postanowień układu o nierozprzestrzenianiu broni jądrowej. 5 marca 1996 podjęła wspólne działanie dotyczące technologicznej i finansowej pomocy KRLD, by wesprzeć ją w poszukiwania alternatywnych źródeł energii. UE potępiła również testy nuklearne Indii i Pakistanu, przeprowadzone w maju 1994 r. Na odbywającym się miesiąc później spotkaniu w Cardiff, Rada Europejska oświadczyła, że zniszczyły one stabilność w regionie i zaapelowała o przystąpienie obu krajów do traktatu o całkowitym zakazie prób z bronią jądrową. W 2002 r. UE potępiła indyjskie testy rakietowe i ataki terrorystyczne islamskich fundamentalistów w Kaszmirze, apelując o pokojowe rozwiązanie konfliktu indyjsko-pakistańskiego.

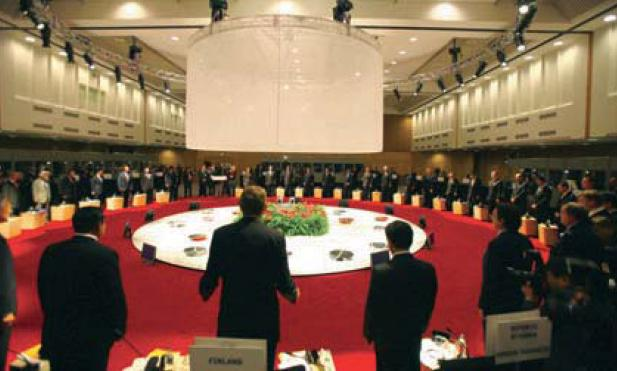
Szczyt ASEM w Helsinkach 10–11 września 2006 r.

Jedne z najważniejszych wydarzeń we wzajemnych relacjach to szczyty ASEM. Są to spotkania państw członkowskich UE, Komisji Europejskiej, członkowie ASEAN, Chin, Japonii i Korei Południowej, a od szczytu w 2006 r. także Indii, Pakistanu, Mongolii i Sekretariat ASEAN. Pierwsze spotkanie miało miejsce w Bangkoku w dniach 1–2 marca 1996 r. i odtąd odbywają się one co 2 lata. Dialog w ich ramach jest prowadzony na zasadach równoprawnego partnerstwa i obejmuje 3 grupy zagadnień:
- Kwestie polityczne: dyskutuje się nt. praw człowieka, w tym także dzieci oraz omawia się znaczenie i skutki globalizacji. W związku z tym m.in. co roku odbywają się seminaria nt. praw człowieka; rozwija się także współpracę w kwestii walki z seksualnym wykorzystywaniem dzieci.
- Kwestie ekonomiczno-finansowe: mają one prowadzić do liberalizacji handlu, wzrostu inwestycji i rozwoju polityki reform finansowych. By tego dokonać realizuje się Plan Działania w sprawie Ułatwień Handlowych oraz Plan Działania w dziedzinie Promowania Inwestycji, które mają usprawnić i przyspieszyć wprowadzanie zmian.
- Kwestie kulturalno-intelektualne: m.in. ochrona dziedzictwa kulturalnego.

Chociaż w ramach ASEM nie ma żadnych formalnych instytucji, a podczas szczytu w Helsinkach 10–11 września 2006 r. podkreślono, że największe znaczenie we współpracy mają metody nieformalne, istnieją 2 organy bezpośrednio związane za inicjatywy ASEM. Są to:
- ASEF – Azjatycko-Europejska Fundacja, z siedzibą w Singapurze, mająca na celu kulturalny i naukowy rozwój kontaktów międzyludzkich
- AEETC – Europejskie Centrum Technologii Środowiska, z siedzibą w Bangkoku

W 2000 r. podczas szczytu w Singapurze powołano Azjatycko-Europejską Strukturę Współpracy (AECF), w ramach której ustalono wizję współpracy na XXI wiek. Zakłada ona umacnianie pokoju i stabilności, wspieranie zrównoważonego rozwoju gospodarczego i postępu społecznego oraz rozwijanie współpracy we wszystkich dziedzinach: handlu, inwestycji, nauki, kultury, przedsiębiorczości itp.

### Ameryka Łacińska
EWG po raz pierwszy zajęła się ułożeniem stosunków z krajami latynoamerykańskimi w 1958 r., kiedy to przyjęto Memorandum na temat stosunków z Ameryką Łacińską. 5 lat później, w 1963 r. utworzono tzw. Grupę kontaktową, jednak jej kompetencje były bardzo zawężone i ograniczały się do zbierania informacji na temat sytuacji społeczno-gospodarczej krajów latynoamerykańskich.
Instytucjonalizacja dialogu nastąpiła dopiero w latach 70. W 1971 r. miało miejsce pierwsze spotkanie ambasadorów krajów obu regionów, które od tamtego czasu odbywały się nieregularnie do 1979 r. W tym czasie EWG podpisała dwustronne układy z Argentyną, Urugwajem, Brazylią i Meksykiem. Negocjowano także układ z Chile, jednak jego podpisanie przekreślił zamach Augusto Pinocheta.
W latach 80. Wspólnota aktywnie zaangażowała się w pokojowe rozwiązywanie konfliktów w regionie, co nawet spowodowało spór z USA o sposoby radzenia sobie z zagrożeniami ze strony ruchów rewolucyjnych. W 1987 r. przyjęto dokument określający strategię rozwoju stosunków z krajami regionu pt. Nowe kierunki stosunków WE z Ameryką Łacińską, który stanowił następny krok w umacnianiu i przyspieszaniu wzajemnych relacji.
Na początku lat 90. Wspólnota podpisała nowe układy z największymi krajami Ameryki Południowej oraz Paktem Andyjskim, zaś w 1994 r. Komisja Europejska przyjęła następną strategię o nazwie Stosunki gospodarcze i handlowe UE z Ameryką Łacińską. Jej najważniejsze ustalenia to:
- zwrócenie uwagi przede wszystkim na relacje gospodarcze
- podkreślenie znaczenia ochrony praw człowieka oraz walki z ubóstwem w Ameryce Łacińskiej
- oparcie stosunków o układy zawierane w połowie lat 90., które dotyczyły prowadzenia dialogu politycznego, liberalizacji gospodarczej i handlowej (m.in. tworzenia strefy wolnego handlu) oraz dalszego umacniania współpracy

Wobec Ameryki Łacińskiej Unia nie wypracowała do tej pory wspólnej strategii, rzadko też stosuje pozostałe instrumenty WPZiB, zazwyczaj opierając się na oświadczeniach i deklaracjach. 2 razy sformułowała wspólne stanowisko: w maju 1994 r. w stosunku do Haiti oraz w październiku 1996 r. w odniesieniu do Kuby. W obu przypadkach próbowała w ten sposób wywrzeć na tych państwach presję wprowadzenia demokracji.
W dniach 28–29 czerwca 1999 w Rio de Janeiro odbył się pierwszy w historii szczyt Unii Europejskiej i krajów Ameryki Łacińskiej, który poprzedziło spotkanie ministrów spraw zagranicznych dzień wcześniej. Na szczycie przyjęto 2 dokumenty:
- Deklarację z Rio de Janeiro, w której ustalono zawarcie strategicznego partnerstwa. Ma być ono budowane na trzech płaszczyznach: politycznej, ekonomicznej i społeczno-humanitarnej (kultura, oświata, nauka, technologie, sprawy społeczne i humanitarne).
- Priorytety działania, określające sposoby postępowania w ww. płaszczyznach

Następne szczyty odbyły się w Madrycie (2002), Guadalajarze (2004) oraz Wiedniu (2006). Potwierdziły one dotychczasowe kierunki rozwoju stosunków obu regionów, pozytywnie oceniając dotychczasowe osiągnięcia oraz zaproponowały nowe działania. Potępiły one natomiast jednostronne działania niektórych państw, podkreślając znaczenie multilateralnych działań na rzecz światowego bezpieczeństwa.

#### Afryka subsaharyjska
Działania Unii Europejskiej w stosunku do Afryki subsaharyjskiej odnoszą się przede wszystkim do:
- rozwiązywania konfliktów zbrojnych między- i wewnątrzpaństwowych
- ochrony praw człowieka, demokracji oraz rządów prawa
- pomocy w organizowaniu wolnych wyborów i ich obserwacja
- zwalczania biedy i ubóstwa

Zainteresowanie Unii regionem afrykańskim jest niewielkie i z tego powodu zwykle nie działa ona samodzielnie, lecz współpracuje z innymi organizacjami międzynarodowymi. Jej głównymi partnerami są ONZ i Unia Afrykańska. Zdarza się, że Wspólnota ogranicza się jedynie do ich wspierania. Realizując swoją politykę, Unia stosuje głównie wspólne stanowiska, wspólne działania oraz oświadczenia i deklaracje polityczne.
Unia wspiera misje pokojowe w Afryce, jednak nie wysyła tam własnych sił. Stara się rozwiązywać konflikty drogą dyplomatyczną, co jest powodem niskiej skuteczności tych działań, nie popartych wojskową pomocą. UE udziela również finansowej pomocy organizacjom międzynarodowym (np. Fundusz Pokojowy OJA w 1998 r. otrzymał 1 mln USD) i wspiera mechanizm antykryzysowy Wspólnoty Gospodarczej Państw Afryki Zachodniej. W 1996 r. UE wysłała w region Wielkich Jezior Afrykańskich specjalnego wysłannika który ma współdziałać z ONZ i OJA, by pokojowo rozwiązywać konflikty. Od 2007 r. jest nim Holender Roland van de Geer.
W 2003 r. Unia, działając na podstawie rezolucji Rady Bezpieczeństwa ONZ, po raz pierwszy wysłała do Afryki misję wojskową. Liczyła ona około 1800 żołnierzy i miała ona wspomagać kontyngent MONUC w rejonie Wielkich Jezior do czasu aż został on wzmocniony. Innym działaniem w Demokratycznej Republice Konga było utworzenie Misji Policyjnej w Kinszasie, której zadaniem jest pomoc w tworzeniu kongijskiej policji oraz ochrona państwa. Od 2005 r. działa także misja doradztwa i pomocy w reformowaniu sektora bezpieczeństwa, która wspiera władze w respektowanie praw człowieka i poszanowania demokracji. Od lipca do listopada 2006 r. w Kongu działała również wojskowa operacja UE, pomagająca siłom pokojowym ONZ nadzorować wybory.
Duży wpływ na kształt działań UE w Afryce ma Komisja Europejska, która decyduje stosowaniu środków gospodarczych. Na kraje nie przestrzegające praw człowieka lub toczące wojny, nakładane są sankcje w postaci embarg, w szczególności tych dotyczących handlu bronią. W odniesieniu do krajów starających się zaprowadzać pokój i demokrację, UE stosuje natomiast pozytywne środki ekonomiczne – pomoc humanitarną i przywileje handlowe.
Skuteczność działań UE, do tej pory niewielka z uwagi na ograniczanie się do dyplomacji prewencyjnej, zwiększyła się w 2003 r., gdy zaczęto prowadzić misje petersberskie. W ich ramach np. misja Unii Afrykańskiej w Sudanie otrzymała wsparcie techniczne i logistyczne. W 2005 r. państwa UE wysłały w rejon Darfuru także obserwatorów i planistów, by wspomóc działania stabilizacyjne. W następnych latach Unia jeszcze kilkukrotnie podejmowała dalsze uchwały zwiększające wsparcie dla misji w Sudanie, m.in. decydując o współpracy z tamtejszą policją oraz NATO. Przeznaczyła również 15 mln euro na pomoc misji UA w Somalii.
Duże znaczenie w dalszym kształtowaniu się wzajemnych stosunków miał mający miejsce w dniach 3–4 kwietnia 2000 w Kairze pierwszy szczyt UE-Afryka. Podkreślono na nim potrzebę budowy strategicznego partnerstwa obu regionów oraz uzgodniono plan działania, który zawierał:
- integrację Afryki ze światową gospodarką
- umacnianie demokracji i rządów prawa oraz ochronę praw człowieka
- budowa pokoju i zapobieganie konfliktom
- walkę z biedą i rozwój gospodarczy
- spotkania głów państw i szefów rządów państw obu regionów w celu kontynuacji współpracy

UE i Afryka dokonują również spotkań na szczeblu ministerialnym. Na pierwszym z nich 10 października 2001 r. w Brukseli przedstawiciele UA oraz trójki UE wspólnie potępili zamachy terrorystyczne z 11 września. Na drugim zaś, 28 listopada 2002 r. w Wagadugu w Burkinie Faso przyjęto deklarację potępiającą terroryzm we wszystkich formach oraz przygotowano plan działania dotyczący walki z handlem ludźmi. Unia Europejska również przedstawiła wówczas dokument o nazwie Platforma przyszłych stosunków między Afryką a UE, który zapowiadał podjęcie szerokiej współpracy obu regionów. Ponadto UE zadeklarowała w nim, że będzie traktować UA jako głównego reprezentanta Afryki.
Na rok 2003 planowano drugi szczyt UE-Afryka, jednak był on w różnych względów odkładany. 15 maja tego samego roku w Atenach odbyło się spotkanie państw UE nt. rozwoju Afryki. Uzgodniono na nim zwiększenie wkładu Unii w działania na jej terenie i sformułowano zalecenia, według których Wspólnota miała dalej postępować.
W 2005 r. Rada Unii Europejskiej przyjęła dokument, nazwany później Strategia dla Afryki. Nie jest on wspólną strategią, lecz pierwszym programem działania odnoszącym się do Afryki. Zawiera on postanowienia dotyczące:
- współpracy z UA i poszczególnymi państwami w celu budowania pokoju oraz walki z terroryzmem i handlem bronią.
- pobudzania wzrostu gospodarczego
- rozwoju edukacji i ochrony zdrowia
- ochrony praw człowieka[29]

## Zewnętrzny wymiar wspólnej polityki handlowej
Jest realizowana od 1970 r., obejmuje zespół działań, których celem jest oddziaływanie na rozmiary, kierunki oraz strukturę obrotów handlowych z zagranicą. W sposób zasadniczy wpływa na kształt stosunków zewnętrznych UE.

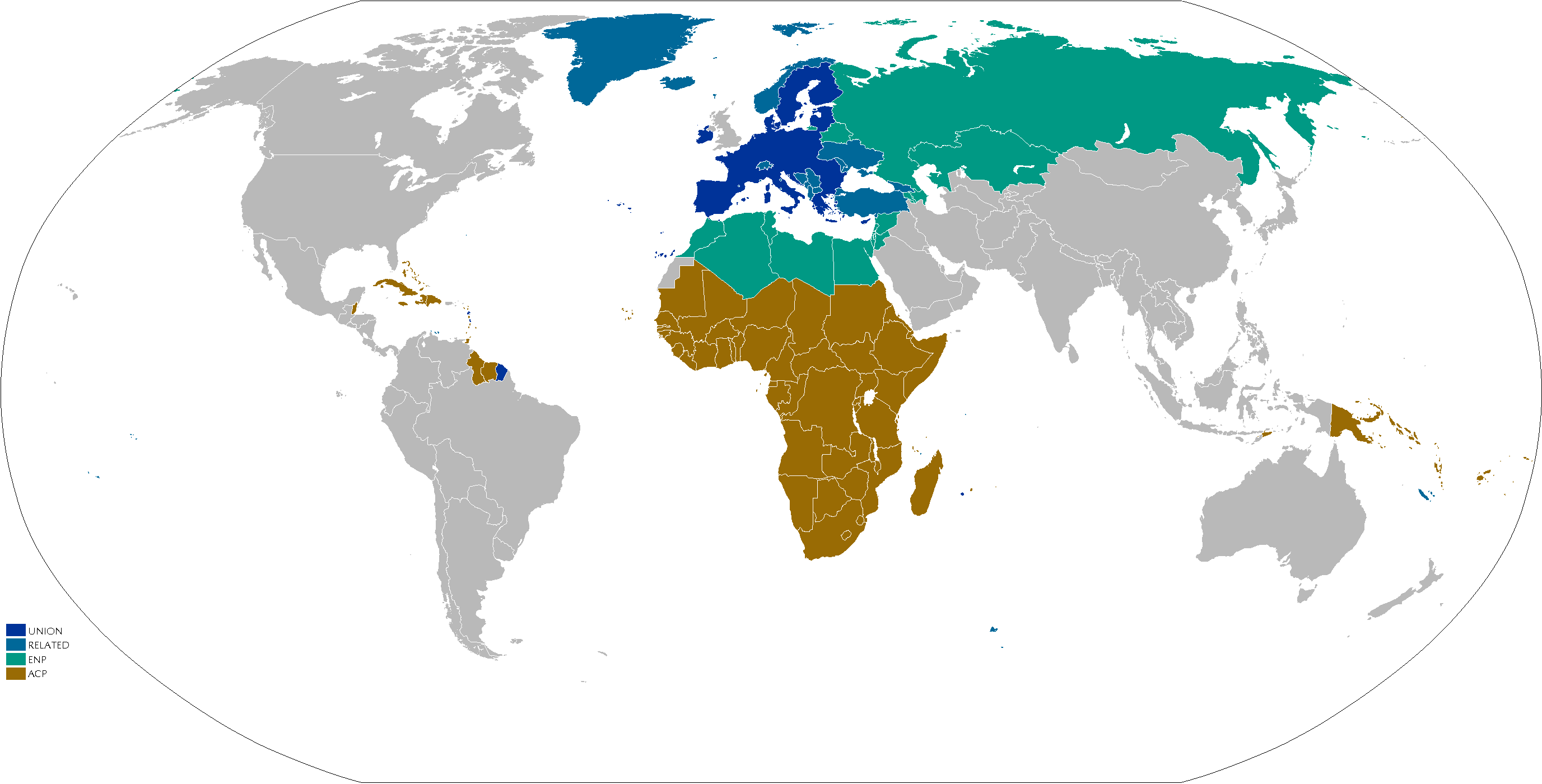
Główne kierunki unijnej polityki zewnętrznej – polityka wobec najbliższych sąsiadów (kolor zielony) i polityka wobec byłych kolonii (kolor brązowy)

## Sankcje gospodarcze
O zastosowaniu sankcji ekonomicznych decyduje Rada w ramach II filaru, podejmując jednomyślnie wspólne działanie lub wspólne stanowisko. Następnie, już w ramach I filaru, Rada większością kwalifikowaną, na wniosek Komisji, podejmuje decyzje wykonawcze w postaci odpowiednich aktów prawa wspólnotowego.